# Mistrovství světa v boxu 1978
II. mistrovství světa v boxu proběhlo v Bělehradu, Jugoslávie ve dnech 6. až 20. května 1978. Organizátorem turnaje mistrovství světa byla Association Internationale de Boxe Amateur (AIBA).

## Československá stopa
Příprava na mistrovství světa probíhala v Teplýšovicích na Benešovsku. Přípravu vedl Josef Malík. V předběžné nominaci bylo 9 boxerů – Václav Horňák, Miroslav Vrba, Pavel Galus, Svatopluk Žáček, Miroslav Šándor, Július Horváth, Ladislav Konečný, Rostislav Osička a Miroslav Pavlov. O konečné nominaci rozhodl výsledek na mezinárodní velké ceně Ústí nad Labem a mezistátní utkání s Finskem.
Vedoucí výpravy: Ludvík Schmid, šéftrenér reprezentace: Josef Malík
Na mistrovství světa startovali za Československo 4 boxeři:
- −51 kg: Václav Horňák (* 1957) ze SVS FMV Plzeň (TJ Rudá hvězda Ústí nad Labem)
- −54 kg: Miroslav Vrba (* 1955) ze SVS FMV Plzeň (TJ Rudá hvězda Ústí nad Labem)
- −60 kg: Ladislav Konečný (* 1955) z ASVS Dukla Olomouc
- −67 kg: Miroslav Pavlov (* 1956) ze SVŠ MV ČSZTV Bratislava (TJ Spartak Dubnica nad Váhom)

## Výsledky
| Muži     | Zlato                   | Stříbro                 | Bronz                    | Bronz                     |
| -------- | ----------------------- | ----------------------- | ------------------------ | ------------------------- |
| –48 kg   | Stephen Muchoki (KEN)   | Jorge Hernández (CUB)   | Richard Sandoval (USA)   | Armando Guevara (VEN)     |
| –51 kg   | Henryk Średnicki (POL)  | Héctor Ramírez (CUB)    | Alexandr Michajlov (URS) | Kóki Išii (JPN)           |
| –54 kg   | Adolfo Horta (CUB)      | Fazlija Šaćirović (YUG) | Stefan Förster (GDR)     | Kim Čong-Čchol (KOR)      |
| –57 kg   | Ángel Herrera (CUB)     | Bratislav Ristić (YUG)  | Roman Gotfryd (POL)      | Antonio Esperragoza (VEN) |
| –60 kg   | Davidson Andeh (NGR)    | Vladimir Sorokin (URS)  | Lutz Käsebier (GDR)      | René Weller (FRG)         |
| –63,5 kg | Valerij Lvov (URS)      | Mehmet Bogujevci (YUG)  | Karl-Heinz Krüger (GDR)  | Jean-Claude Ruiz (FRA)    |
| –67 kg   | Valerij Račkov (URS)    | Miodrag Perunović (YUG) | Roosevelt Green (USA)    | Ernst Müller (FRG)        |
| –71 kg   | Viktor Savčenko (URS)   | Felipe Martínez (CUB)   | Jerzy Rybicki (POL)      | Ilija Iliev (BUL)         |
| –75 kg   | José Gómez (CUB)        | Tarmo Uusivirta (FIN)   | Ilija Angelov (BUL)      | Slobodan Kačar (YUG)      |
| –81 kg   | Sixto Soria (CUB)       | Tadija Kačar (YUG)      | Herbert Bauch (GDR)      | Nikolaj Jerofejev (URS)   |
| +81 kg   | Teófilo Stevenson (CUB) | Dragomir Vujković (YUG) | Carlos Rivera (VEN)      | Jürgen Fanghänel (GDR)    |

## Medailová bilance
V boxu se rozdělilo celkem 11 sad medailí.
| Pořadí | Stát                             |       | Muži    | Muži  | Muži | Celkem |
| Pořadí | Stát                             | Zlato | Stříbro | Bronz |      | Celkem |
| ------ | -------------------------------- | ----- | ------- | ----- | ---- | ------ |
| 1.     | Kuba (CUB)                       |       | 5       | 3     | 0    | 8      |
| 2.     | Sovětský svaz (URS)              |       | 3       | 1     | 2    | 6      |
| 3.     | Polsko (POL)                     |       | 1       | 0     | 2    | 3      |
| 4.     | Keňa (KEN)                       |       | 1       | 0     | 0    | 1      |
| 4.     | Nigérie (NGR)                    |       | 1       | 0     | 0    | 1      |
| 6.     | Jugoslávie (YUG)                 |       | 0       | 6     | 1    | 7      |
| 7.     | Finsko (FIN)                     |       | 0       | 1     | 0    | 1      |
| 8.     | Východní Německo (GDR)           |       | 0       | 0     | 5    | 5      |
| 9.     | Venezuela (VEN)                  |       | 0       | 0     | 3    | 3      |
| 10.    | Bulharská lidová republika (BUL) |       | 0       | 0     | 2    | 2      |
| 10.    | USA (USA)                        |       | 0       | 0     | 2    | 2      |
| 10.    | Západní Německo (FRG)            |       | 0       | 0     | 2    | 2      |
| 13.    | Francie (FRA)                    |       | 0       | 0     | 1    | 1      |
| 13.    | Japonsko (JPN)                   |       | 0       | 0     | 1    | 1      |
| 13.    | Jižní Korea (KOR)                |       | 0       | 0     | 1    | 1      |
| Celkem | Celkem                           |       | 11      | 11    | 22   | 44     |